# Jama Ali Jama
Jama Ali Jama wurde 2001 zum Präsidenten des einseitig für autonom erklärten Puntland im Nordwesten Somalias ernannt.

## Politisches Leben
Nach Ablauf der Amtszeit von Präsident Abdullahi Yusuf Ahmed, der die international nicht anerkannte Unabhängigkeit Puntlands von Somalia erklärt hatte, forderte der Ältestenrat von Puntland Neuwahlen. Am 14. November 2001 wählte er Jama Ali Jama aus Boosaaso zum neuen Präsidenten.
Yusuf erkannte seinen Nachfolger jedoch nicht an. Er zog sich zunächst nach Gaalkacyo zurück, um im Mai 2002 an der Spitze loyaler Truppen in die Hauptstadt von Puntland, Garoowe, zurückzukehren und sich zum Gegenpräsidenten zu erklären. Im selben Jahr nahm er auch Jamas Hochburg Boosaaso ein, woraufhin sich Jama zeitweise nach Qardho und in die Region Sanaag im einseitig für unabhängig erklärten Somaliland zurückzog. Auseinandersetzungen zwischen Anhängern Yusufs und Jamas dauerten bis 2003. Jama Ali Jama wurde dabei von der Übergangs-Bundesregierung, Abdullahi Yusuf Ahmed von Äthiopien und dem SRRC unterstützt. Im Mai 2003 unterzeichnete Yusuf mit Jamas Stellvertreter Mohamud Muse Hersi ein Friedensabkommen.